# Eden: It's a Endless World ! (manga)
Pour les articles homonymes, voir Eden.
Eden, sous-titré It's an Endless World!, est un manga de science-fiction de Hiroki Endo. Il a été pré-publié au Japon dans le magazine Afternoon entre 1998 et 2008 et comportent 126 chapitres compilés en 18 volumes. La version française est publiée par Panini Comics de 2003 à 2009. Une réédition au format double est publiée depuis avril 2021.
L'intrigue se déroule dans un futur proche après qu'un virus, le closure virus, a décimé 15 % de la population mondiale. Cette pandémie perturbe grandement l’échiquier géopolitique mondial et plusieurs organisations internationales jouent désormais un important rôle diplomatique et militaire. Le récit choral et non-linéaire d'Eden suit de nombreux personnages dont les destins sont entrecroisés et dont les passés sont explorés grâce à des flash-backs. Si le récit commence comme une histoire de science-fiction post-apocalyptique, il mélange rapidement les genres et on y retrouve également des chapitres d'action, de romance, de drame, de hard science-fiction, de cyberpunk, de polar, de tranche de vie ainsi que plusieurs séquences érotiques.
Eden aborde de nombreux thèmes philosophiques (comme le gnosticisme, le nihilisme, le sens de la vie ou la mort) et se caractérise par un style réaliste qui alterne passages extrêmement violents et chapitres profondément mélancoliques. Il a été élu « meilleur manga de l'année 2007 » par le magazine américain Wizard.

## Synopsis
Dans la deuxième partie du XXIe siècle, un mystérieux virus décime environ un sixième de la population mondiale. Appelé closure virus, celui-ci fait durcir l'épiderme des victimes et liquéfie leurs organes internes, donnant aux cadavres un aspect de statue. Les progrès de la cybernétique permettent d'éviter la disparition de l'Humanité mais l’épidémie bouleverse l'échiquier géopolitique mondial : certains pays ont quasiment disparu et le Propater, une organisation internationale aux méthodes radicales qui prône une doctrine existentialiste, tente de mettre en place un gouvernement fédéral mondial. Le Propater rencontre cependant une forte opposition de la part de certains pays (notamment chrétiens et musulmans) et du Nomad, une autre organisation internationale dont les membres sont issus de minorités ethniques persécutées.
Si l'intrigue suit de très nombreux personnages, la plupart des arcs narratifs sont consacrés aux membres de la famille Ballade, principalement à Enoa et à son fils Elijah. Enoa est né dans un complexe scientifique des Îles Vierges américaines dont le but était de sauver une petite communauté d'humains lorsque l'issue de la pandémie était encore incertaine. Quelques années plus tard, devenu adulte et de retour sur le continent, il deviendra l'un des plus puissants narcotrafiquants d'Amérique du Sud (où se déroule la majeure partie de l'intrigue) et affrontera le Propater. Elijah, lui, ne souhaite pas suivre la même voie que son père mais se retrouve contraint, après l'enlèvement de sa mère et de sa sœur, à prendre part aux combats.
La plupart des évènements racontés en flash-back (et en particulier les développements personnels des personnages secondaires) sont volontairement occultés dans ce résumé pour ne pas le surcharger.

### Apparition duclosure viruset prologue (Tome 1)
En 2060, un mystérieux virus d'origine inconnue est découvert en Afrique du Sud. Baptisé closure virus, il entraîne un durcissement de l'épiderme et une liquéfaction des organes internes, ce qui entraîne une paralysie totale puis la mort des sujets contaminés. La peau des victimes au cours de ce processus devient si dure que leurs cadavres ont l'aspect de statues vides. L'apparition de ce virus entraîne de grands bouleversements dans la géopolitique mondiale et vient s'ajouter aux troubles causés par le changement climatique et les guerres de religion qui sévissent dans de nombreuses régions de la planète. Six ans après la découverte du closure virus, l'Organisation mondiale de la santé décrète l'état d'urgence à l'échelle mondiale.
En 2069, une équipe de scientifiques crée, dans les Îles Vierges américaines, un complexe isolé du reste de la planète dont le but est de protéger une petite communauté d'êtres humains de la pandémie. L'expérience se déroule bien pendant plusieurs années : des dizaines d'enfants naissent dans le complexe et certains possèdent un nouveau gène qui les rend résistants au virus. Les scientifiques du complexe, dont Morris Rain, tentent de mettre au point un vaccin à partir du sang de ces enfants avec plus ou moins de succès : la maladie peut être ralentie mais pas stoppée. Un jour, le major Chris Ballade, un ami d'enfance de Rain, se rend au complexe pour une réunion de crise et s'y installe avec sa femme et son fils. Chris Ballade fait alors partie depuis quelques années d'une organisation internationale confidentielle, le Propater. Ballade demande à Rain de faire pour lui une analyse poussée du virus, afin qu'il puisse l'apporter au Propater mais Rain lui fournit de faux résultats et informe les services secrets que Ballade diffuse des informations classifiées, ce qui cause son arrestation.
Si l'expérience dans le complexe se déroule bien, les nouvelles du monde extérieur sont alarmantes et la disparition de l'humanité devient un scénario probable. En 2075, un des employés du complexe perd la raison et active Chérubin, un robot humanoïde militaire, pour détruire le centre et tuer ses occupants. Il est persuadé que l'apparition du virus est une punition divine et que le centre va à l'encontre de la volonté de Dieu. Les seuls survivants de l'incident sont Morris Rain, Enoa Ballade (le fils de Chris) et Hana Meyol, une adolescente un peu plus jeune qu'Enoa. Durant les années qui suivent la destruction du complexe, Enoa et Hana survivent dans les ruines du centre en chassant et  s'occupent de Rain qui a été contaminé par le virus et qui leur sert de père de substitution. Sans aucun contact possible avec le monde extérieur, ils pensent être les derniers survivants de l'espèce humaine.
En 2086, des hélicoptères du Propater arrivent sur l'île : l'Humanité n'a pas été détruite et selon les estimations, seulement la moitié de la population a été décimée (ce chiffre sera ramené à 15 % par la suite). Néanmoins, une large part de la population présente des séquelles dues à la maladie et c'est notamment grâce aux progrès rapides de la cybernétique que le pire a été évité. Le Propater est entre-temps devenu une organisation très importante et Chris Ballade est revenu sur l'île capturer les survivants pour étudier leurs anticorps naturels et se venger de la trahison de Rain. Enoa et Hana parviennent à échapper aux troupes du Propater et réactivent Chérubin qui tue les soldats ainsi que Chris Ballade. Rain meurt quelque temps plus tard de sa maladie. Il est révélé dans les volumes suivants qu'Enoa et Hana quittent ensuite l'île du complexe pour se réfugier à Callao, au Pérou. Ensemble ils auront trois enfants : Gina (décédée dans un attentat), Elia et Mana.

### Ascension du Propater sur la scène internationale
Le Propater est une organisation internationale qui prône une doctrine existentialiste et mondialiste. Elle profite des troubles mondiaux engendrés par l'apparition du closure virus et la disparition de l'Organisation des Nations Unies (dont elle est responsable) pour occuper une place forte dans la géopolitique mondiale. Le Propater devient rapidement un empire très puissant dont l'objectif est d'instaurer un gouvernement fédéral mondial : la Fédération du Propater. Dirigée par les États-Unis, le Royaume-Uni et l'Australie, cette fédération est une alliance instable mais qui contrôle une partie de l'Amérique du Sud et de l'Afrique. L'Union Européenne (bien que l'Espagne et la Grèce aient rejoint le Propater) s'oppose à cette fédération, tout comme la Russie et la Chine qui entraînent avec elles une partie de l'Asie centrale. Le Vatican s'oppose également au Propater, tout comme les pays musulmans qui tentent de mettre en place une fragile « Alliance islamique ». Le Propater dispose d'une puissante armée composée d'hommes et d'Aion, des soldats surpuissants produits en laboratoire grâce à une symbiose entre nanotechnologie et matière organique.
Une autre organisation militaire fait son apparition dans le même temps : le Nomad. Ses membres sont principalement issus de minorités ethniques persécutées et ils louent leurs services militaires au plus offrant. Toutefois, ils ne sont généralement pas considérés comme des mercenaires et partagent tous une certaine idéologie. Ses fonds proviennent en partie d'opérations boursières et du trafic de drogue, ce qui lui confère une influence grandissante.

### Traversée des Andes (Tomes 1 à 4)
Vingt ans après le prologue, on retrouve Elia Ballade seul avec Chérubin dans les ruines d'une grande ville abandonnée d'Amérique du Sud. Sa route croise celle d'une bande de mercenaires à la recherche d'une mystérieuse disquette qu'Elia a trouvée par hasard et dont il a secrètement réalisé une copie. Cette bande, qui tente également d'échapper au Propater qui contrôle cette région, est composée du colonel géorgien islamiste Karn Nazarbaief dont les proches ont été massacrés par le Propater ; de Kenji Asai, un guérillero japonais expert en armes blanches ; de Sofia Teodores, une hackeuse de génie grecque dont le cerveau a été transféré dans un corps synthétique et de Wycliffe, un ancien soldat antillais spécialiste des explosifs.
Elia leur donne la disquette et le colonel Nazarbaief l'embarque avec eux car Enoa Ballade est devenu l'un des trafiquants de drogue les plus influents d'Amérique latine et Nazarbaief pense que son réseau pourrait leur permettre de quitter plus facilement la région. En chemin, ils rencontrent Helena Montoya, une prostituée, et Cachua, une jeune autochtone qui fuit une purification ethnique. Elia parvient à contacter Tony Imoa, ami et bras droit de son père, pour lui demander de l'aide. Il accepte de les aider mais ils devront traverser la cordillère des Andes seuls pour atteindre une zone qui n'est pas contrôlée par le Propater. Nazarbaief passe alors un marché avec les deux jeunes femmes qui entre-temps se sont liées d'amitié : si Cachua les guide et les aide à échapper au Propater, il les libérera une fois en sécurité.
La confrontation entre les mercenaires et les soldats est inévitable et a lieu sur deux fronts : dans les ruines de la ville de Cuzco et dans la forteresse inca de Sacsayhuamán. Les combats sont violents mais les mercenaires prennent le dessus et parviennent à quitter la zone contrôlée par le Propater. Néanmoins, Wycliffe et Cachua (dont les histoires personnelles tragiques sont détaillées par des flash-backs) sont tués, tout comme le sous-lieutenant Osamu Ukita du Propater qui dirigeait l'attaque sur les mercenaires.

### Rencontre avec Maya et sauvetage d'Hana et Mana (Tomes 5 et 6)
Grâce à des flash-backs plus tôt dans l'intrigue, on comprend que si Elia se trouvait seul dans une ville abandonnée, c'est parce qu'il venait d'échapper de peu à une tentative d'enlèvement orchestrée par le Propater. Les agissements illégaux d'Enoa lui ont permis de se faire beaucoup d'alliés mais aussi beaucoup d'ennemis, dont le Propater, qui, faute de pouvoir le toucher directement, menace sa famille. Si Elia est parvenu à s'échapper, sa mère et sa sœur (Hana et Mana Ballade) sont prisonnières du Propater. Maintenant qu'il est de nouveau dans la zone non contrôlée par le Propater, Elia organise avec Chérubin et son ami Ricky un sauvetage d'Hana et de Mana.
Sofia, de son côté, est sortie très affaiblie de son périple dans la cordillère des Andes et est hospitalisée, tout comme Kenji et Nazarbaief. Durant l'opération qu'elle subit, elle revit des souvenirs qui permettent au lecteur d'en apprendre plus sur son passé et Sofia se révèle beaucoup plus sombre que ce que le début du récit pouvait laisser imaginer. Adolescente, elle éprouve d'importants troubles affectifs et, incapable d'éprouver des émotions, elle tenta plusieurs fois de suicider. Bien qu'elle ne parvienne pas à éprouver du plaisir sexuel, elle multiplie les rapports sexuels avec différents hommes et mettra ainsi plusieurs enfants au monde pour lesquels elle n'éprouve aucun amour (elle tenta même d'en assassiner un) et qui sont systématiquement placés en institut par les services sociaux. Malgré cela, elle est recrutée par le Propater pour son génie en mathématiques et en informatique. Bouleversée par la mort de sa mère quelques années plus tard, elle quitte le Propater et dépense tout son argent pour faire implanter son cerveau dans un corps synthétique. Paradoxalement, c'est après être devenue une cyborg, qu'elle parvient à ressentir pour la première fois de l'amour maternel envers son dernier enfant mais celui-ci meurt tragiquement quelque temps plus tard. Pendant que Sofia revit ces souvenirs, une entité qui se fait appeler Maya pénètre dans sa conscience. Celle-ci à l'apparence d'un jeune homme et Sofia peut dialoguer avec lui.
Maya se révèlera plus tard être une vie artificielle et il recontacte Sofia pour lui demander un service : protéger son corps physique qui se trouve dans un avion du Propater ainsi qu'Elia. En effet, Elia possède une copie du programme de Maya car c'est ce que contenaient les disquettes trouvées au Pérou. De plus, Hana et Mana se trouveront dans le même aéroport que le corps de Maya et Elia, qui a eu cette information, prévoit de mener là-bas une attaque contre le Propater pour libérer sa mère et sa sœur. En revanche, ce qu'Elia ignore, c'est que le Nomad a également prévu d'attaquer le Propater à l'aéroport ce qui peut mettre en danger le corps de Maya tout comme Elia et sa famille. Sofia, avec l'aide de Kenji qui s'est rétabli, accepte d'aider Maya.
Comme Maya l'avait prévu, Elia et le Nomad attaquent en même temps l'aéroport et la situation dégénère rapidement. Le bilan de l'opération est catastrophique : plusieurs dizaines de civils sont tués par des Aions, Mana est toujours détenue par le Propater qui a réussi à quitter l'aéroport et Hana est très gravement blessée. Maya, lui, a regagné son enveloppe physique grâce à l'aide de Sofia et repart avec le Propater.

### Mafia, drogue et prostitution (Tomes 6 à 8)
Après le fiasco de l'aéroport, Elia est arrêté par le lieutenant de police Rico Palmoda et est incarcéré. Tony, grâce à son réseau, arrive à le faire libérer mais il est passé à tabac par les policiers qui le considèrent responsable de la mort de l'un de leurs collègues. Laissé pour mort dans une rue, il est recueilli par Helena Montoya qui le trouve par hasard. Helena travaille alors dans une maison close qui se trouve sur le territoire de Tony et Elia, n'ayant nulle part où aller, va commencer à vivre et à travailler comme homme à tout faire dans l'établissement.
Helena prend également sous son aile Manuela, une prostituée toxicomane, et sa petite fille Cesy. Manuela travaillait auparavant pour Pedro Octovio, un caïd qui tente de s'emparer du territoire de Tony et qui veut la récupérer. Elia fait hospitaliser Manuela sans mettre Helena au courant, sachant que celle-ci s'y opposerait. Pedro, qui apprend que Manuela a quitté la maison close, kidnappe Helena et la torture pour savoir où elle se trouve. Lorsqu'il comprend qu'Elia l'a envoyée en cure de désintoxication, il lui envoie un paquet contenant l'oreille et l’œil droit d'Helena comme message. Helena, violée et très gravement blessée, est hospitalisée et Elia jure de la venger et de tuer Pedro. Pour cela il collabore un temps avec le lieutenant Palmoda : la police cherche à coincer Pedro qui a assassiné un policier mais aussi Emilio Sosa, un cadre du gouvernement qui semble tirer toutes les ficelles de la mafia. Mais c'est finalement avec le ministère de l'Intérieur qu'Elia collaborera : si le gouvernement est corrompu, il cherche également à se débarrasser de Sosa qui est suspecté de transmettre des informations secrètes au Propater.
Pour en apprendre plus sur Pedro, Elia va voir Automater, une ancienne figure importante de la mafia locale qui a introduit Pedro dans ce milieu. Elle lui raconte comment Pedro est devenu mafieux et comment il a rencontré et est tombé amoureux de Manuela. Pedro avait déjà essayé plusieurs fois de lui faire arrêter la drogue mais sans succès (Manuela a même vendu son premier nourrisson pour se procurer de l'héroïne). Automater dit aussi comment Pedro a protégé son frère, a financé ses études et lui a procuré une nouvelle identité : Emilio Sosa.
Tout comme pour l'épisode de l'aéroport, la police et Elia (en sniper sur un toit), attaquent en même temps Pedro et Sosa. Elia prévoit simplement de tuer Pedro pour se venger et Sosa pour le compte du gouvernement mais il découvre que Manuela est avec Pedro et qu'elle a abandonné Cesy pour le rejoindre. Quand Naomi, une des prostituées de la maison close, l'informe que Cesy a été tuée, il décide de descendre Manuela et Sosa et laisse Pedro se suicider avant que la police ne puisse intervenir.
Après ces évènements, Helena sort de l'hôpital et la vie dans la maison close reprend tant bien que mal son cours normal. Elia et Helena commencent une relation amoureuse bien que cette dernière continue à exercer sa profession. Elia, lui, reprend les études et se forme auprès d'Automater au combat.

### Apparition dudisclosure viruset lutte d'indépendance des Ouïghours (Tomes 9 et 10)
Pendant ce temps, dans le reste du monde, la situation empire entre les nations qui soutiennent le Propater et les pays anti-mondialistes. De plus, dans le Bihar, en Inde, une nouvelle forme du closure virus apparaît : le disclosure virus. Cette évolution ajoute de nouveaux stades à la maladie : après que l'épiderme des victimes se soient fossilisé, il se liquéfie puis cristallise en formant des structures cristallines qui peuvent fusionner les unes avec les autres et même intégrer des matières inorganiques.
En Chine, dans le bassin du Tarim, un groupe armé indépendantiste dirigé par Marie-Anne Ithak prend possession d'un champ pétrolifère et menace de détruire un important oléoduc si l'armée chinoise ne retire pas ses troupes de l'auto-proclamé État indépendant Ouïghour. En effet, la Chine, toujours opposée au Propater, tente d'élargir son territoire national grâce à des nettoyages ethniques pour gagner en puissance et lutter contre le Propater qui occupe une partie de l'Asie centrale. Si Marie-Anne compte sur la médiatisation de la prise d'otage pour faire connaître les revendications des Ouïghours, c'est au nom de toutes les minorités ethniques qu'elle s'oppose à la Chine et au Propater et c'est ce dernier qui intervient pour reprendre le gisement pétrolifère aux mains des terroristes. En réalité, le groupe indépendantiste est aidé par le Nomad et par Enoa qui pensent que le Propater utilisera les Aions pour régler la situation et qui espèrent parvenir à révéler leur existence au grand public. C'est effectivement ce qui se passe et l'équipe d'hackers du Nomad (dont fait partie Sofia) parvient à diffuser en direct à la télévision quelques secondes de la tuerie où les Aions déciment indifféremment terroristes et otages.
Les seuls survivants connus de l'attaque sont Marie-Anne et Kenji qui avait secrètement infiltré les terroristes pour le compte du Nomad et dont la mission était de protéger Marie-Anne. Ils trouvent refuge dans le village de Marie-Anne où celle-ci apprend qu'un attentat est prévu dans un grand centre commercial chinois. Kenji et Marie-Anne quittent le village juste avant que sa population soit massacrée par le Propater. Bien que Marie-Anne soit ivre de colère, elle entreprend de stopper l'attentat prévu pour enrayer l'engrenage du terrorisme : elle a toujours été contre les victimes civiles et avait utilisé des détonateurs factices pour la prise d'otage de l'oléoduc. Elle parvient à localiser la bombe mais n'a pas le temps de la désamorcer. Elle se sacrifie pour la faire exploser à l'écart du centre commercial bien que cela la fasse passer pour la responsable de l'attentat. Elle est l'unique victime de l'explosion.

### Expansion ducloïdet enquête sur la mort de Leonardo Pessoa (Tomes 10 à 12)
Quelques années plus tard, en 2112, la situation liée au disclosure virus a empiré et on compte plus de deux millions de victimes. Les structures cristallines du virus se sont étendues, ont fusionné et recouvrent maintenant de grandes superficies, dont plusieurs métropoles, qui sont devenues des no man's land. Le « cloïd », nom donné à ce réseau cristallin, semble avoir une volonté propre et d'immenses structures apparaissent au centre de certaines zones contaminées. À Perth, dans un centre d'étude du virus, la biologiste Kate Mishima tente de comprendre comment un patient touché par le virus, Donald Mendès, est toujours capable d'avoir une conscience et de communiquer alors que son corps est entièrement minéralisé. La théorie de Mishima est que les cellules infectées par le virus jouent un rôle de processeur et que la conscience de la victime est « encodée » à l’intérieur de la structure cristalline comme dans un ordinateur. Le cloïd contiendrait donc les consciences de toutes les victimes du virus et Mishima cherche à savoir si cette conscience collective est contrôlée par un « système d'exploitation ». Au cours d'une expérience, Maya apparaît subitement dans le laboratoire et, quelques instants plus tard, le directeur fait exploser volontairement le centre. Kate Mishima et Shivan, le médecin de Mendès, survivent à l'explosion et continuent leurs recherches en indépendants. Ils essayent notamment de comprendre pourquoi le nom de Maya revient régulièrement dans les échanges de Mendès. Bien qu'ils essayent d'être les plus discrets possibles, ils se font arrêter par le Propater qui réclame leur « coopération scientifique ». On leur révèle que deux des premières personnes touchées par le virus à Berlin se sont volatilisées après que Maya soit apparu dans l'hôpital et que, trois mois plus tard, la capitale allemande a été recouverte par le cloïd. Le Propater craint que la même chose arrive à l’Australie car un gigantesque cloïd vient de recouvrir Ayers Rock et plusieurs dizaines de milliers de personnes se sont déjà « suicidées » en intégrant volontairement le cloïd : en le touchant leurs corps se sont minéralisés et leurs consciences ont rejoint celle du cloïd. Mishima se rend sur le terrain pour prélever des échantillons et se retrouve confrontée à une projection de la conscience du cloïd qui lui révèle la « mission » du discolusre virus : stocker toutes les informations de la Terre. Le cloïd lui dit aussi qu'au même moment une secte chrétienne a pris le contrôle de plusieurs ogives nucléaires qui vont frapper les différents cloïds dans quelques minutes. Mishima et son équipe sont évacués loin de l'impact grâce à Maya qui utilise une méthode de téléportation quantique et les cloïds parviennent à faire disparaitre les ogives en créant des trou de ver.
De son côté, Helena a quitté Elia et est maintenant en couple avec Leonardo Pessoa, un policier qui est en réalité un agent triple : il fournit au Propater des informations sur la police et il fournit à Elia des informations sur le Propater dans le but d'organiser une mission de sauvetage de Mana Ballade, toujours captive. Sentant que la situation devient trop tendue, Leonardo et Helena tentent de quitter le Pérou mais se font assassiner par Johnny Bruisade et Ricardo Lasso, leurs deux passeurs, sur les ordres du Propater. Bien qu'elle ne soit pas chargée du dossier, Myriam Alona, l'ancienne partenaire de Pessoa décide de suivre l'enquête. La police remonte vite jusqu'à Lasso mais celui-ci se fait descendre sur le chemin du commissariat par un homme casqué qui prend la fuite. Myriam prend en chasse le fugitif mais se blesse dans la course-poursuite et est recueillie par l'inconnu qui s'avère être Elia. Myriam et Elia décident alors de s'associer pour retrouver Bruisade : lui veut venger la mort d'Helena et elle, celle de Leonardo. Or, Bruisade est originaire d'Australie, un des pays fondateurs du Propater, et Myriam est nommée pour enquêter sous la responsabilité de l'inspectrice de police du Propater Wendy McCole. La police organise une opération pour l'arrêter mais celui-ci est abattu par son propre chef, l'ancien commandant du Propater Richard Eldriecht qui est lui-même rapidement tué par un autre homme de main du Propater. Face à une situation qui devient politiquement complexe (le Pérou est sur le point d'adhérer au Propater), McCole accepte de collaborer davantage avec la police péruvienne. Elle leur révèle qu'Eldriecht a quitté l'armée pour travailler dans une compagnie d'armement nommée Wilhelm qui sert de couverture aux services de renseignements du Propater et, pour poursuivre leur enquête, Myriam et McCole se rendent en Australie. Si McCole se montre au départ stricte et froide (le contraire de Myriam), les deux femmes sympathiseront grâce à l'intermédiaire de Fong, la petite amie de McCole.
Elia en apprend également plus sur la mystérieuse disquette qu'il avait trouvée adolescent : ce n'est pas une vie artificielle classique mais une « modélisation de la conscience humaine » qui ne peut être lue que sur un ordinateur quantique. Elia retrouve son père qui lui présente Aleetheia, une jeune femme cyborg dans laquelle a été installé le programme de Maya. Enoa révèle à Elia que ce programme a été développé par le Propater en partenariat avec la société Wilhelm avant d'être dérobé par le Nomad. Enoa charge Aleetheia d'accompagner Elia qui a prévu d'aller en Australie pour poursuivre son enquête sur le Propater. Ce dernier tente d'éliminer Elia qui devient trop gênant et envoie un missile sur son avion mais, grâce à Aleetheia, ils parviennent tous les deux à survivre à l'explosion. Ils trouvent refuge chez Myriam le temps de se faire oublier. Au cours de son enquête, Elia découvre qu'Eldriecht a fait injecter à ses hommes des nanomachines capables de provoquer des ruptures d'anévrismes pour se débarrasser facilement de ceux qui s'opposent à l'annexion du Pérou par le Propater et que ces mêmes nanomachines ont été injectées à Mana. Il découvre également que son père a joué un rôle crucial dans la création de Maya, a une époque où ses relations avec le Propater étaient meilleures. Elia, Myriam et McCole arrivent à la conclusion que Pessoa était un des hommes d'Eldriecht et que son meurtre a été commandité par De Suza, un inspecteur de police corrompu. Les services secrets du Propater décident alors d'éliminer toutes les personnes mêlées de près ou de loin à l'affaire Pessoa et McCole est gravement blessée dans une attaque à la bombe.
On découvre aussi que c'est Maya qui s'occupe de Mana en captivité. Il lui dit être lui aussi otage du Propater car, sans ses ingénieurs, son corps ne pourrait survivre. Maya affirme aussi que si c'est un humain qui a conçu son enveloppe physique, son programme a été écrit par Dieu. Un jour, Maya emmène Mana dans la conscience collective du cloïd pour lui montrer les souvenirs de Gina, sa sœur décédée, qui y sont stockés. Maya propose à Mana d'intégrer le cloïd mais celle-ci refuse.

### Sauvetage de Mana Ballade (Tomes 13 à 15)
Elia et Myriam parviennent à retrouver Jonathan Fineman, le concepteur des nanomachines injectées à Mana. Myriam, de son côté, contacte son oncle journaliste, John Skinner, pour lui transmettre les informations recueillis par Pessoa sur le Propater et sa politique d'élimination de ses opposants. Mais, au moment de l'échange, ils sont attaqués par deux cyborgs et sauvés, in extremis, par Elia et par Kenji, recruté, comme toute l'équipe de Nasarbaief, par Tony. Sofia aide Elia et Aleetheia à craquer des données obtenues sur le Propater et ils apprennent l'identité de la personne responsable de l'enlèvement de Mana : Riz Demille, la directrice des services de renseignement du Propater. Skinner décèdera de ses blessures quelques jours plus tard après avoir transmis les documents du Propater à un journal londonien et Myriam est relevée de ses fonctions à la suite de son refus de retourner au Pérou où elle craint de se faire assassiner par le gouvernement.
La mission de sauvetage de Mana se met enfin en place. Loji, une ancienne enfant-soldat apprentie de Kenji qui se faisait passer pour une camarade de Mana, arrive à la faire échapper à la surveillance de ses gardes. Cependant, elles ne peuvent quitter le périmètre de la ville qu'après que Fineman, Sophia et Aleetheia aient désactivé les nanomachines. En même temps, l'affaire « Spade Work », basée sur les documents de Pessoa, sort dans la presse et de nombreux cadres du Propater sont directement nommés. Demille reçoit l'ordre de faire disparaître toute chose compromettante pour le Propater et envoie trois cyborgs pour tuer Mana : Petrus, Jason Li et Irma Shao Lan Li, cette dernière étant l'un des enfants abandonnés de Sofia. L'équipe d'Elia parvient à stopper un temps les nanomachines de Mana mais elle doit tout de même se faire opérer dans un bloc chirurgical pour les retirer définitivement. Ils mettent en place un leurre grâce à Aleetheia pour ralentir le Propater mais la supercherie ne tient pas et ils se font attaquer par des Aions. Irma, elle, retrouve Sofia, lui sectionne ses quatre membres synthétiques et la capture. L'équipe d'Elia parvient à se réfugier dans un hangar et prévoient de s'échapper en sous-marin pour rester hors de portée des ondes pouvant actionner les nanomachines mais Irma et Jason, en piratant la mémoire de Sofia, parviennent à les localiser. L'équipe d'Elia se fait de nouveau attaquer par les Aions, par les cyborgs et par les hommes de Demille qui se rend aussi directement sur le terrain. Loji et Kenji parviennent à tuer Pétrus, Fineman est tué par Demille, Kenji abat Demille, Irma sectionne les deux bras de Kenji et Aleetheia, qui a pris le contrôle des Aions, demande à être conduite auprès de Maya. Quelques secondes avant de pénétrer dans le sous-marin, Jason Li fait exploser les nanomachines et Mana meurt décapitée. Maya arrive juste à temps pour l'intégrer au cloïd avant sa mort cérébrale.
Parallèlement à ces évènements, Kate Mishima et les scientifiques du Propater observent un changement dans le comportement du cloïd : celui-ci est en train de se liquéfier et plus en plus de personnes choisissent de rejoindre volontairement le cloïd pour mettre fin à leurs souffrances et « réaliser la finalité originelle de la vie ».

### Sauvetage de Sofia et naissance d'un nouvel univers (Tomes 15 à 18)
Après la mort de Mana, Elia sombre dans la drogue et est pris en charge par Myriam qui commence à éprouver des sentiments pour lui, sentiments qui sont réciproques. En même temps, et bien qu'elle sache que De Suza n'a fait que suivre des ordres, Myriam commandite son assassinat et il est abattu devant chez lui. Sofia, elle, est toujours retenue par le Propater et Sillinger, son ancien mentor et membre du groupe qui a conduit à la naissance de Maya, lui demande de craquer un code signé Cail Teodores, un des enfants morts de Sofia dont Sillinger était sans doute le père. Sillinger explique que la plus grande partie du code de Maya a été écrit par Robert Zimmerman, l'instigateur du projet, qui s'est suicidé juste après l'avoir achevé en laissant un note précisant : « Je ne suis pas l'auteur de ces lignes, elles m'ont été inspirées par une chose qui a tenu ma main ». Un nouveau personnage entre alors en scène : John Meigus, astronaute et lieutenant du Propater qui rentre de la base lunaire du Propater, abandonnée car trop coûteuse. Meigus semble avoir de grandes ambitions et fait assassiner Sillinger pour capturer Sofia, avant de tuer la plupart des dirigeants du Propater.
Les géologues de la planète observent pendant ce temps une très forte activité sismique qui change le contour des continents, modifiant ainsi les courants océaniques, et qui provoque de nombreux tremblements de terre et tsunamis meurtriers. Un moment après ces évènements, le cloïd se restructure et forme de gigantesques ponts traversant tous les continents de la planète. Maya se présente alors ouvertement comme « le lien entre les humains et le cloïd » et donne la possibilité à ceux qui le souhaitent de quitter la cruauté du monde pour rejoindre le cloïd alors qu'Aleetheia se définit comme « la conscience opposée à Maya ». Le cloïd a également construit un monumental pilier dont la base se trouve aux Îles Vierges britanniques (où a commencé l'intrigue) et dont le sommet atteint la limite de l'atmosphère : le Big Barrel. De plus les astronomes notent une diminution significative de la vitesse de l'expansion de l'Univers. La situation écologique planétaire devenant catastrophique, le Propater fait appel au professeur Matt Gillespie qui a mis au point deux types de nanomachines : les Oceanos qui permettent de réguler la température et la salinité des océans, et les Uranos qui permettent d'agir directement sur l'atmosphère. Si la situation est si désespérée c'est parce qu'Aleetheia a révélé que, dans quelques mois, la planète subira un bombardement massif de rayon gamma car une « bulle gravitationnelle de matière noire » est en train de traverser le système solaire pour venir « exploser » à proximité de la Terre, ce qui causera de grands bouleversements écologiques.
En parallèle à cela, Nikko O'Brian, un ancien bras droit d'Enoa demande à Maya de l'intégrer au cloïd mais celui-ci demande une faveur en retour : emmener Hana au Big Barrel, ce qu'il fait avec l'aide de Chérubin qu'il réactive pour cette occasion. Enoa quitte alors la pègre pour aller la secourir avec Tony. Nazarbaief, Kenji et Loji, de leur côté, préparent également une mission pour secourir Sofia. Ils commencent par retrouver Jason Li mais celui-ci se suicide avant qu'ils n'aient pu lui retirer la moindre information sur le lieu de détention de Sofia. Ils poursuivent leur enquête et retrouvent la trace de Irma Shao Lan, mortellement blessée, qui leur révèle que Meigus l'a amené au Big Barrel car elle est, selon Maya, d'une importance capitale. Tous les trois se rendent alors dans la mer des Caraïbes pour secourir Sofia, tout comme Enoa et Tony pour secourir Hana.
On découvre alors enfin la véritable motivation du cloïd : se trouver un « leader », une conscience capable de gouverner toutes les autres qui ont intégré le cloïd. Or pour cela, il est nécessaire que ce « leader » possède les anticorps au disclosure virus pour rester totalement indépendant de la conscience collective du cloïd. Il ne semble y avoir que deux prétendants : Enoa et Meigus, et c'est pour faire revenir Enoa que Maya a intégré Hana au cloïd. Quand la « bulle gravitationnelle » explosera a proximité de la Terre, elle engendrera un nouvel univers et à ce moment précis le cloïd y enverra toutes ses données pour le doter d'une conscience propre. C'est la même chose qui s'est produit avec notre propre univers : la « chose » ou le « Dieu » qui a programmé Maya par l'intermédiaire de Zimmerman était une conscience elle-même originaire d'un univers « parent » du nôtre. Le sens de la vie terrestre et de l'Humanité n'était que de pouvoir fournir au prochain univers une conscience.
Après des combats qui coutent la vie à Tony, Enoa parvient à atteindre le Big Barrel et découvre qu'Hana a rejoint le cloïd. Tout comme Nazarbaief et Kenji qui découvrent que Sofia aussi a été intégrée au cloïd. Meigus relâche Chérubin pour tuer Enoa et être le seul prétendant au rôle de « Dieu » dans le prochain univers mais Sofia, toujours consciente car possédant aussi des anticorps, parvient à le stopper. Nazarbaief et Enoa sont tout de même mortellement touchés. Le colonel accepte de rejoindre le cloïd mais pas Enoa qui dit définitivement adieu à Hana et qui meurt en revivant un souvenir de son enfance avec elle. Meigus est donc censé être le « leader » du cloïd mais, en ayant connaissance de toutes les données récoltées par le cloïd, il se retrouve aussi confronté à toute la souffrance et à toute la tristesse des personnes qui ont rejoint volontairement le cloïd par désespoir à cause de la guerre et Meigus en perd la raison. C'est donc Sofia, qui devient la conscience dominante du cloïd : elle a tant souffert durant sa vie qu'elle est capable d'encaisser toute cette souffrance. La « bulle gravitationnelle » explose et le cloïd, mené par Sofia, envoie toutes ses données dans le trou de ver créé par l'explosion juste avant qu'il ne se referme.
L'intrigue se conclut par un épilogue doux-amère. Maintenant que le cloïd a rempli sa mission, l'Humanité n'a plus aucune raison d'être et semble entrer dans une phase de décadence. De plus, il est impossible de savoir si le nouvel univers a bel et bien été créé. Les Oceanos et les Uranos ont permis de limiter les dégâts de l'explosion de la bulle mais la situation reste malgré tout catastrophique, le réchauffement climatique s'accélère et une extinction massive est en cours. Le Propater disparaît, Kenji retrouve Loji, Elia fini sa cure de désintoxication et a un enfant avec Myriam. Ils sont les seuls personnages principaux à survivre. L'histoire se termine avec une image de Aleetheia pensive avec Chérubin sur le Big Barrel.

## Personnages principaux
Famille Ballade
- Chris Ballade : père d'Enoa Ballade. Major dans l'armée américaine et membre du Propater avant son avènement international. Meurt en 2086 de la main de Chérubin sous le contrôle de son fils Enoa.
- Linda Ballade, née Oleek : née en 2041 et meurt en 2073 du closure virus. Femme de Chris Ballade et mère d'Enoa. Médecin dans l'armée américaine.
- Enoa Ballade : né en 2070 dans la biosphère des Îles Vierges. Devient le plus important trafiquant de drogues de l'Amérique latine.
- Hana Ballade, née Mayol : Femme d'Enoa Ballade.
- Gina Ballade : née en 2088. Fille aînée d'Enoa et Hana Ballade. Travail dans un dispensaire après un épisode de toxicomanie dû à la mort de son petit ami. Elle meurt dans un attentat avant le début de l'intrigue.
- Elia Ballade : né en 2093. Cadet d'Enoa et Hana Ballade. Protagoniste principal de l'histoire.
- Mana Ballade : née en 2098. Benjamine d'Enoa et Hana Ballade.

Groupe autour d'Elia
- Nathan : neveu de Tony Imoa et allié d'Elia.
- Ricky : meilleur ami d'Elia. Il l'aide dans certaines de ses aventures.
- Naomi : ancienne prostituée de la maison close où vivait Elia et Helena. On la voit par la suite aux côtés d'Elia. Petite amie de Yan.
- Yan : expert en informatique. Il travaille pour Elia.

Membres du Propater
- Riz Demille : directrice du bureau d'information du Propater.
- Petras Cote : tueur canadien sous les ordres du bureau d'information du Propater.
- Richard Eldriecht : ex-commandant du service de renseignements de la marine du Propater. Engagé comme civil dans la compagnie Wilhelm.
- Johnny Bruisade : passeur recruté par le commandant Eldriecht.

Mercenaires à la solde de Nazarbaief (affiliés au Nomad)
- Karn Nazarbaief : colonel islamiste géorgien dont la famille a été anéantie par le Propater.
- Kenji Asai : guérillero japonais expert dans le maniement des armes blanches.
- Sofia Teodores : née en 2067, hackeuse grecque de génie.
- Wycliffe : ancien soldat antillais, expert en explosifs.
- Loji : apprentie de Kenji Asai (apparait au tome 14).

Intelligences artificielles
- Chérubin : robot militaire anthropomorphe veillant sur la sécurité d'Elia.
- Maya : programme de conscience développé par le Propater en partenariat avec la compagnie Wilhelm.
- Leetheia Aleetheia : corps féminin dans lequel a été implanté Maya.

Pègre et trafiquants de drogues
- Tony Imoa : bras droit d'Enoa Ballade.
- Nikko O'Brian : ancien « bras gauche » d'Enoa Ballade, selon ses propres dires.
- Chad Ulsua : ancien émissaire du Senior Marquez, rentré au service d'Enoa Ballade.
- Automater : l'une des plus importantes figures de Lima, à présent en retrait des affaires. Atteint par le closure virus, son corps est en grande partie robotisé.
- Pedro Octavio : caïd et proxénète aux services d'Alan Martines, empiétant sur le territoire de Tony (et donc d'Enoa). Amoureux depuis des années de la prostituée toxicomane Manuela, il tentera de quitter l'Amérique du Sud aux côtés d'elle et de son frère Emilio Sosa.

Police
- Gomez : inspecteur de la police de Lima.
- Rico Palmoda : lieutenant dans la police de Lima.
- Fabrizio De Suza : inspecteur en chef corrompu de la section spéciale de la ville de Lima.
- Myriam Alona : née en 2089, adjudant de police dans la section spéciale et partenaire de Leonardo Pessoa.
- Leonardo Pessoa : né en 2079, partenaire de Myriam Alona au sein de la section spéciale.
- Alicia Chen : collègue de Myriam Alona.
- Wendy Mac Coll : inspecteur du bureau central d'enquête du PUPO (Organisme policier du Propater).

Prostituées
- Helena Montoya : croise le chemin d'Elia dans la cordillère des Andes puis vivra un temps avec lui à Lima.
- Manuela Elenoa : protégée d'Helena
- Mama : directrice de la maison close où vivent et travaillent un temps Helena, Elia, Manuela et Naomi.

Autres
- Emilio Sosa : sous-secrétaire d'État aux transports dans le gouvernement péruvien. C'est une taupe infiltrée dans le gouvernement, son vrai nom est Marco Octavio.
- Marie-Anne Ithak : chef d'un groupe d'indépendantistes ouïgours.
- Ravi Shivan : ancien médecin traitant de Donald Mendès.
- Donald Mendès : patient contaminé par le disclosure virus et assimilé par le cloïd à sa mort physique. Son cas est observé par les scientifiques du Propater au centre de recherche de Perth.
- Kate Mishima : scientifique du centre de recherche sur le diclosure virus.
- Jonathan Fineman : professeur et membre fondateur du projet Pléroma qui a permis la création de Maya et également inventeur de nanomachines.

## Réception
Si Eden a été très bien reçu par la critique et le public dans plusieurs pays (notamment au Japon, aux États-Unis et en Italie), sa sortie est restée assez confidentielle en France lors de sa première édition entre 2003 et 2009. 
En 2007, il a été élu « meilleur manga de l'année 2007 » par le magazine américain Wizard. 
En 2009, il a été nommé à la Japanese National Science Fiction Convention (équivalent japonais au prix Hugo) dans la catégorie « meilleure bande dessinée de science fiction ». Le 5 mars 2009, le tome 11 d'Eden apparait dans la première New York Times Best Seller list consacrée aux meilleures ventes de mangas aux États-Unis. Il y apparaît à la dixième place derrière huit volumes de la série Naruto et un de MPD Psycho. 
Le magazine Publishers Weekly, lui, inclut Eden à sa liste des « meilleures bande dessinée cyberpunk » aux côtés de Ghost in the Shell, de The Long Tomorrow et de La Trilogie Nikopol. En Italie, le site AnimeClick.it a publié en 2013 un sondage sur les meilleurs seinen des années 1990 d'après ses utilisateurs où Eden se place en septième position.
David F. Smith, dans la version américaine du magazine Newtype, écrit que Eden « prend aux tripes » et n'a « aucune merci » pour le lecteur. Pour lui, c'est une « histoire de survie intense et émouvante » avec une « dimension humaine » qui manque à de nombreuses autres séries, disant que Hiroki Endo est « un artiste extrêmement talentueux avec une attention aux petits détails que peu de mangakas peuvent égaler » et que Eden pourrait être « le meilleur manga que de l'argent américain puisse acheter ». 
En Italie, sur le site Everyeye, Giacomo Iori écrit que, au moment de sa publication, Eden est « une des séries les plus intéressantes et appréciées car capable de mélanger de nombreux genres ». Pour lui, le scénario est « imposant » et « fascinant » avec d' « excellents dialogues ». Iori écrit que « comme au théâtre, le vrai protagoniste est l'Histoire elle-même et les personnages sont relégués au rang d'acteurs interchangeables, utile à son développement mais toujours, et c'est très intéressant, consomptible ». Il conclut en disant que Hiroki Endo est un « bon conteur avec une poésie personnelle » mais que le « développement non linéaire de l'histoire est son talon d'Achille » et qu'elle nuit parfois à la cohérence narrative. 
Dans Lo Spazio Bianco, Claudio Giovanni Dondoglio écrit une des rares critiques négatives de Eden en disant que « bien qu'il y ait de bons moments, le résultat global ne convainc pas ». Il écrit notamment que « l'ajout de nombreux personnages [au fil de l'histoire] permet de déplacer l'intrigue sur une plus grande échelle mais rend l'histoire plus dispersive » et regrette que « certaines thématiques introduites ne sont jamais développées ».